# 沙林高勒苏木
沙林高勒（ᠱᠠᠷ᠎ᠠ ᠶᠢᠨ ᠭᠣᠤᠯ）是蒙古的苏木，位於該國北部，由達爾汗烏拉省負責管轄，距離首府達爾汗21公里，始建於1961年，面積160平方公里，海拔高度920米，2009年人口8,116。
49°14′48″N 106°25′31″E / 49.24667°N 106.42528°E

## 人口
自2000年以来，沙林高勒人口一直呈现下降的趋势。该地在2000年的人口为8902人，但到了2010年只剩下7795人。不过虽然如此，沙林高勒目前为达尔汗乌拉省的第二大城市，仅次于该省省会达尔汗。

## 知名地标
沙林高勒最著名的地标性建筑为该地的一座煤矿矿井，迄今为止已经开采了半个世纪。很多新闻媒体都对这座矿井有过报道，使得这座矿井成为了整个沙林高勒甚至整个达尔汗乌拉省最著名的地方。受到苏联的影响，该市的很多地方，包括建筑物、路牌以及汽车牌照上面都大量使用西里尔字母。